# Tom Flynn (auteur)
Pour les articles homonymes, voir Flynn.
Thomas W. Flynn, né le 18 août 1955 à Érié et mort le 23 août 2021, est un écrivain, journaliste et essayiste américain.

## Biographie
Thomas W. Flynn a été président du Council for Secular Humanism (litt. Conseil pour l'humanisme laïc), subdivision du Center for Inquiry, dont il dirigeait l'organe de presse, la revue Free Inquiry,. Il est d'autre part directeur du musée Robert Green Ingersoll, aménagé dans la maison natale de celui-ci, et de The Freethought Trail, projet sous l'égide du susnommé Council for Secular Humanism et qui propose des circuits abordant les hauts-lieux de la libre-pensée dans l'État de New York.
Une majeure partie des écrits de Tom Flynn traite des rapports entre l'Église et l'État, notamment son ouvrage de 1993 The Trouble With Christmas, à la suite de la parution duquel il fut amené à faire des centaines d'apparitions à la radio et à la télévision dans le rôle d'un anti-Père Noël grincheux et grippe-sou, attirant l'attention sur ce qu'il considère être un traitement injuste des non religieux durant les fêtes de fin d'année. Il fit paraître en 2007 The New Encyclopedia of Unbelief (litt. Nouvelle Encyclopédie de l’incroyance), ample ouvrage de référence sur l'histoire, les croyances et les conceptions des hommes et femmes vivant en dehors de la religion, et rédigea une nouvelle Introduction à A History of the Warfare of Science with Theology in Christendom (traduction française sous le titre Histoire de la lutte entre la science et la théologie) d'Andrew Dickson White. Il a tenu un blogue sur le site On Faith du Washington Post en 2010 et 2011 et continue de publier régulièrement des billets sur le blogue Free Thinking du Center for Inquiry. 
Il est par ailleurs l'auteur de plusieurs romans de science-fiction à tendance anti-religieuse et à humour noir.

## Publications de Tom Flynn (livres)
- The Trouble with Christmas, Prometheus Books, Buffalo, N.Y. 1993.  (ISBN 978-0-87975-848-6)
- The New Encyclopedia of Unbelief, Prometheus Books, Amherst, N.Y. 2007.  (ISBN 978-1-59102-537-5) (with a foreword by Richard Dawkins)
- Galactic Rapture, Prometheus Books, Amherst, N.Y. 2000.  (ISBN 978-1-57392-754-3)
- Nothing Sacred: A Novel, Prometheus Books, Amherst, N.Y. 2004  (ISBN 978-1-59102-127-8)
- The Messiah Game: A Comedy of Terrors-Part I [broché], Chaz Bufe (Sharp Press) 978-1937276041